# Banda di Wonderland
La banda di Wonderland fu un'organizzazione criminale a metà tra l'essere un cartello della droga e una banda di strada che gestiva la rete del traffico di droga, cocaina in particolar modo, nell'area di Los Angeles a cavallo tra gli anni settanta e ottanta. La fine in tragedia di alcuni membri della banda in un omicidio di massa oggi noto come massacro di Wonderland Avenue, avvenuto il 1º luglio 1981 ad opera di sconosciuti, per il quale in seguito saranno chiamati in causa il criminale Eddie Nash e l'attore pornografico John Holmes.

## Storia

### Omicidi di Wonderland Avenue
Gli omicidi di Wonderland Avenue sono una delle pagine più oscure della storia del crimine recente americano. Si trattò di un regolamento di conti, forse vendetta per una precedente rapina in casa del criminale Eddie Nash, che portò all'uccisione di quattro esponenti di spicco della banda e a seguito di ciò, il suo conseguente scioglimento.
Personaggio chiave nello svolgersi dei fatti fu il porno attore John Holmes, accusato e poi assolto per gli omicidi. Nash e Holmes erano grandi amici; Nash presentò con piacere i suoi soci ad Holmes, che era molto noto come interprete del personaggio del cinema per adulti "Johnny Wadd". Tuttavia nel 1981, la stella del cinema a luci rosse John Holmes cominciò la sua caduta, e presto la sua disperazione lo portò a diventare dipendente dell'uso di cocaina.
Nel tentativo di saldare un debito di droga con il suo spacciatore, Ron Launius, capo della temuta banda, che dominava il controllo del commercio della cocaina a Los Angeles nel 1981, ha contribuito ad organizzare la rapina in casa Nash, dove appunto Nash e la sua guardia del corpo furono brutalmente aggrediti ed umiliati. Due giorni più tardi, Launius ed altre tre persone furono trovate uccise a colpi di spranghe nella loro abitazione, al numero 8763 di Wonderland Avenue, nel Laurel Canyon. Holmes fu risparmiato, mentre vennero uccisi Ron Launius, Billy Deverell, Joy Miller e Barbara Richardson. Rimase inoltre gravemente ferita Susan Launius, moglie di Ron.

## Membri
I membri della banda erano:
- Ronald Launius (18 maggio 1944 - 1º luglio 1981); leader del gruppo criminale, ex aviatore e veterano della guerra del Vietnam, autore di 24 omicidi, condannato per traffico internazionale di droga tra gli Stati Uniti e il Messico, era noto per la sua brutale freddezza; fu sepolto a Lodi, California.
- Billy Deverell (14 febbraio 1937 - 1º luglio 1981); braccio destro di Launius, eroinomane, arrestato tredici volte per spaccio di sostanze stupefacenti.
- David Clay Lind (24 ottobre 1938 - 16 novembre 1995); conoscente di Launius, membro della Fratellanza ariana, incarcerato diverse volte per furto, contraffazione, aggressione e tentato stupro; morì per overdose di eroina.
- Joy Audrey Gold Miller (14 maggio 1935 - 1º luglio 1981); compagna di Deverell, esponente più anziana della cricca, descritta come "magra, bionda e sboccata"; divorziata e con due figlie, era finita in galera sette volte e soffriva di cancro al seno.
- Tracy Raymond McCourt (20 febbraio 1949 - 18 ottobre 2006); autista della banda, guidò la Ford Granada che condusse i Wonderland alla casa di Nash nella notte del furto; dopo i delitti si trasferì in Colorado, dove nonostante altri problemi con la giustizia riuscì a lavorare nel settore della telefonia mobile.
- Susan A. Launius (1951 - vivente); moglie di Launius, dipendente dalle droghe, pur patendo numerose ferite sopravvisse all'assalto ed è attualmente l'unica superstite della gang.
- Barbara Lee Easton Richardson (17 ottobre 1958 - 1º luglio 1981); compagna di Lind e anche lei assidua consumatrice di droghe, soprannominata "la farfalla" per via di un suo tatuaggio, era la più giovane fiancheggiatrice del gruppo.

Erano considerati complici della banda anche i fratelli Gregory Dewitt Diles e Samuel Lawton Diles, entrambi defunti (il primo per insufficienza epatica nel 1995, il secondo nel 2002 per cause sconosciute), nonché il celebre pornoattore John Holmes, scomparso il 13 marzo 1988 per complicazioni dovute all'AIDS. È evidente che un'organizzazione del genere non si poteva reggere sulle spalle di un numero così esiguo di persone, ma gli altri affiliati della masnada non sono stati né individuati né perseguiti, per cui la loro sorte è sconosciuta.